# Crips
Crips är en kriminell organisation som grundades i Los Angeles i Kalifornien år 1969 av de då 15-åriga Raymond Washington och Stanley "Tookie" Williams. Vad som från början var en allians mellan två sinsemellan oberoende gäng är numera är ett utbrett, mer eller mindre löst sammansatt nätverk av mindre grupper, så kallade "sets". Dessa grupperingar är ofta inbegripna i öppet krig med andra gäng, även sådana som tillhör det egna nätverket. Gängmedlemmarna har i huvudsak afro-amerikanskt ursprung.
Med tiden har detta lokala gäng vuxit till ett av de största och mäktigaste gangstersyndikaten i hela USA med över 30 000 medlemmar. Det är känt att gänget har varit inblandat i både mord, väpnade rån, narkotikahandel och andra brott. Gänget är ökänt för den iögonfallande blå färg de har på sina kläder. Men den här klädstilen har minskat i popularitet hos medlemmarna, på grund av att polisen håller konstant uppsikt över alla personer som klär sig så.
Crips är kända för att hysa djup och bitter rivalitet gentemot det gäng som kallas Bloods och även mot ett par av de latinamerikanska gängen. De kämpar också mot gänget Vice Lords om att behärska narkotikahandeln i Memphis i Tennessee..

## Historia
Från början kallade Raymond Washington gänget för the Baby Avenues i ett försök att efterlikna äldre gäng och ta efter Black Panthers, en organisation som han fascinerades av. Gänget ändrade emellertid namnet till Avenue Cribs och använde smeknamnet Cribs, krubbor på svenska, just för att de alla var så unga. Benämningen Crips myntades i Los Angeles Sentinel. Tidningen hade haft en artikel om brottsoffer som samtliga hade erfarenhet av att ha attackerats av unga ligister med käppar, som om dessa hade varit krymplingar, ”crippled” på engelska. Det kunde emellertid ha varit ett simpelt stavfel i artikeln bara; men så fastnade namnet.
Stanley Tookie Williams, allmänt erkänd som medgrundare till Crips,, startade sitt eget gäng, The Westside Crips. Crips popularitet ökade i södra Los Angeles när fler ungdomsgäng anslöt sig. Vid en tidpunkt var de bortåt tre gånger så många som alla andra ungdomsgäng tillsammans, och konflikter mellan dem och utomstående gäng var oundvikliga. Till slut räknades Crips som det mäktigaste gänget i Kalifornien. Som svar på detta slog sig alla de andra gängen samman och bildade det alliansgäng som senare kallade sig Bloods.
Williams och Washington föresatte sig att fortsätta den revolutionära ideologi som härskat i samhället under det sena 1960-talet. Dessa föresatser kunde de emellertid inte upprätthålla på grund av dåligt ledarskap. Washington och Williams lyckades aldrig skapa hållbara riktlinjer för en social förändring i samhället och blev istället besatta av att försvara sig mot andra gäng.
Omkring 1971 hade gängets våldsrykte spridits över Los Angeles, och de blev alltmer benägna att använda våld i sina försök att utöka sitt territorium. I början av 1980-talet var gänget starkt involverat i narkotikahandeln.

## Crip-mot-Crip-våld
År 1971 bildades ett Crip-gäng på Piru Street i Compton i Los Angeles. De kom att kalla sig Piru Street Boys. Efter två år av fred dem emellan, utbröt en fejd mellan Piru Street Boys och de andra Crip-gängen. Med tiden kom denna fejd att bli våldsam, och gängkrig utbröt även mellan tidigare allierade. Denna stridighet fortsatte fram till mitten av 1970-talet, när Piru Street Boys ville sluta fred och kallade alla sina rivaler till ett möte. Efter långa diskussioner beslöt sig Pirus för att bryta kontakterna med Crips och startade the Bloods, ett kriminellt gäng ökänt för sin hätska rivalitet gentemot Crips.
Sedan dess har många fejder och rena gängkrig brutit ut mellan de övriga Crips-gängen. Det är ett allmänt missförstånd att Crips bara slåss mot Bloods.

## Gängidentifikationer
Under många år bar Crips blåa klädesplagg som gängidentifikation. En teori om varför de valt just blått, är att det är den färg som elever på Washington High School bär. Skolan ligger i södra Los Angeles, och många Cripsmedlemmar gick där. En annan teori är att Stanley Williams nära vän "Buddha" oftast bar blå tröjor, kakibyxor, overaller, skor samt en blå bandana (ungefär snusnäsduk) hängande i vänstra bakfickan. När han dog ville Williams hedra sin vän med att göra blått till Crips färg. Gruppen Grape Street Crips hade som signum att inte bara bära blåa kläder utan även lila. En annan grupp, The Shotgun Crips (SGCs), från staden Gardena bar istället mörkgrönt och blått, eftersom mörkgrönt är staden Gardenas färg. Crips bär även blå bandanas och British Knights-sportskor (de använder sig även av företagets skotryck BK som akronym för "Blood Killas").
Numera har Crips nästan helt slutat bära blått, eftersom den färgen drar uppmärksamhet till sig hos polisen. Ibland bär de college-sporttröjor och hattar för att utmärka sig på ett lite mer diskret sätt, men det är egentligen enbart på gängmedlemmens tatueringar man kan se vilket gäng han tillhör.
För många Crips-medlemmar har det blivit en sport att undvika ord som innehåller bokstaven ’B’. De väljer helst ett som innehåller ’C’ istället, detta för att hylla Crips och visa sitt hat mot Bloods samtidigt. Om ett ord blir oförståeligt om man byter ut bokstäver kors och tvärs, stryker de istället bara bokstaven ’B’ för att visa sitt förakt för Bloods. Ibland kan de även byta ut eller lägga till bokstäver i ord som exempelvis innehåller ”ck”, som "be back", och ändra det till "be baCC", eftersom de vet att för Bloods står ”CK” för "Crip Killer". Ett lokalt Crip-gäng i staden Braddock i Pennsylvania stavar konsekvent stadens namn "BraddoCC", för att få bort ”ck”.

## Underhållare med Crip-anknytningar
- Daz Dillinger (Rolling 20 Crips) [5]
- Gagash (Crazy Crip Crew)[6]
- Shiiny (Crazy Crip Crew])[7]
- Spider Loc (97 East Coast Crips) [8]
- WC (111 Neighborhood Crips)[9]
- Scarface (Atlantic Drive Compton Crips)[10]
- Richie Rich[förtydliga]) (Crazy Crip Crew)[11]
- Young Jeezy (1300 Duncan Blocc Crips)[12]
- Fabolous (Crazy Crip Crew)[13]
- Coolio (Mona Park Compton Crips)[14]
- C-Bo (Garden Blocc Crips)[14]
- Brotha Lynch Hung (Garden Blocc Crips)[15]
- Big Syke (Crazy Crip Crew)[14]
- Tray Deee (Insane Crip Gang)[16]
- Battlecat (producer) (Insane Crip Gang)[11]
- Bad Azz (Crazy Crip Crew)[11]
- Swoop G (Crazy Crip Crew)[11]
- Eazy-E (Kelly Park Compton Crips) [17]
- Lil Zajj - E (Crazy Crip Crew)[18]
- Magical Majk (Crazy Crip Crew)[18]
- MC Ren (Kelly Park Compton Crips)[19]
- Lil Eazy-E (Neighborhood Compton Crips)[20]
- Tweedy Bird Loc (Kelly Park Compton Crips)[14]
- Lil' 1/2 Dead (Rolling 20 Crips)[21]
- B.G. Knocc Out (Nutty Blocc Compton Crips)[21]
- Dresta (Nutty Blocc Compton Crips)[21]
- Jayo Felony (Crazy Crip Crew) [22]
- Afroman (Eight Tray Gangster Crips)[11]
- Snoop Dogg (Rolling 20 Crips )[23]
- Nate Dogg (Rolling 20 Crips)[23]
- Warren G (Rolling 20 Crips)[23]
- Goldie Loc (Rolling 20 Crips) [24]
- CJ Mac (Crazy Crip Crew)
- Dirty Red (Crazy Crip Crew)[11]
- The Dove Shack (Crazy Crip Crew)[21]
- Ice T (Hoover Crips) [25][26]
- Kurupt (Rolling 60 Neighborhood Crips)[14]
- CJ Mac (Crazy Crip Crew)[14]
- DJ Yella (Crazy Crip Crew)
- Tone Lōc (Crazy Crip Crew) [27]
- MC Eiht (Kelly Park Compton Crips)[28]
- Monster Kody Scott/Sanyika Shakur (Eight Tray Gangster Crips) [29]
- Blue Rag (Neighborhood Compton Crips)
- C-Note (Rolling 20 Crips)
- Xzibit (Crazy Crip Crew)[18]
- Young-Keke (Rolling 30 Harlem Crip)
- Blixten ( Crazy Crip Crew)
- Ice Cube Affiliated

## Crips, hip-hop och C-walk
Några rappare, framförallt West Coast-rappare, har nära anknytningar till Crip-gäng i Los Angeles-området. I WCs låt The Streets från hans album Ghetto Heisman, rappar han och Snoop Dogg om C-walk. De rappar och talar om för ungdomar från rika förorter och andra icke-gängmedlemmar att C-walk enbart är för Crips. En annan sång är Not a Dance som är skriven av Spider Loc, Young Buck och C-Bo. Clown walk är uppföljaren till dansen C-walk fast utan gängbibetydelser.

## I populärkultur
TV-serien South Park har ett avsnitt som heter "Krazy Kripples", där Timmy och Jimmy tror att Crips är en klubb för människor som är funktionshindrade från födseln, vars medlemmar bråkar med Bloods, för att Bloods är sådana som har blivit funktionshindrade senare i livet. De låser in de båda gängen i en gymnastiksal, så att de skall kunna förenas och bli vänner.